# Ruta 312 (Costa Rica)
La Ruta 312, oficialmente Ruta Nacional Terciaria 312, es una ruta nacional de Costa Rica ubicada en la provincia de San José.

## Descripción
En la provincia de San José, la ruta atraviesa el cantón de Aserrí (el distrito de Aserrí).